# Assalt

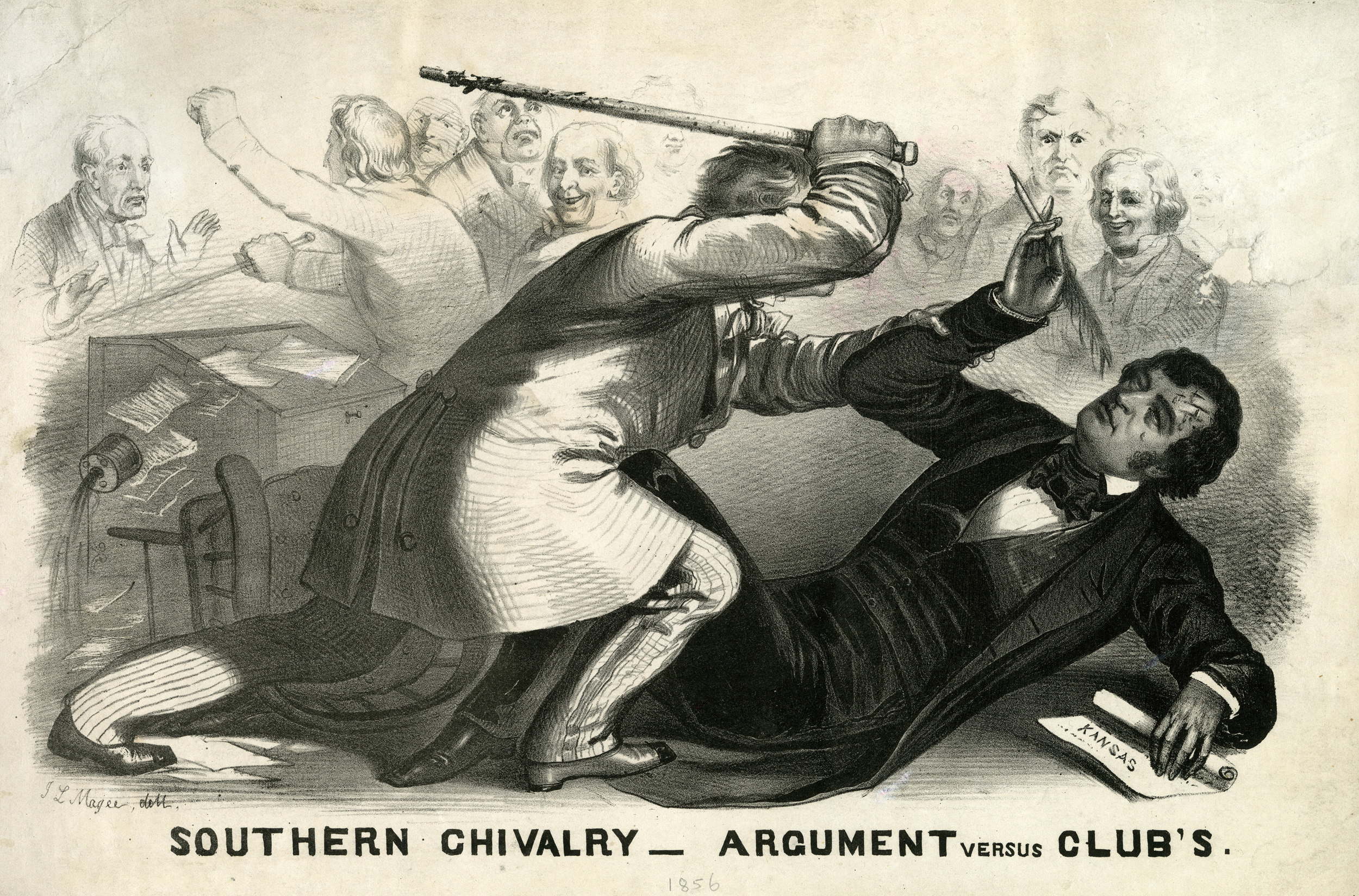
Litografia del 1856 de la bastonada de Charles Sumner.

Un assalt o agressió és l'acte d'infligir un dany físic o contacte físic no desitjat a una persona o, en algunes definicions legals específiques, una amenaça o intent de cometre una acció d'aquest tipus. És alhora un delicte i un dany i, per tant, pot donar lloc a un procés penal, responsabilitat civil o ambdues coses. El delicte de lesions en Dret penal, és un delicte que consisteix a causar una o diverses lesions a una persona de manera que es menyscabi la seva integritat corporal, la seva salut física o fins i tot la seva salut mental. És un dels delictes més habituals, ja que protegeix un dels béns jurídics més reconeguts, com és la integritat corporal de les persones.
És un delicte la pena del qual està relacionada directament amb el mal causat a la víctima. A major gravetat del mal la pena és major. Si la gravetat de la lesió produeix la mort a la víctima llavors el delicte deixa de ser de lesions, i es converteix en homicidi.
El delicte de lesions pot causar-se tant per dol com per culpa (normalment per culpa greu), si bé la pena que s'imposa a cadascun d'aquests dos casos és diferent.
Tradicionalment, els sistemes legals de dret consuetudinari tenien definicions separades per a assalt i agressió. Quan s'observa aquesta distinció, agressió es refereix al contacte corporal real, mentre que assalt es refereix a una amenaça creïble o intent de causar agressió. Algunes jurisdiccions van combinar els dos delictes en assalt i agressió, que després es va denominar "assalt". El resultat és que en moltes d'aquestes jurisdiccions, assalt ha adquirit una definició que està més en línia amb la definició tradicional d'agressió. Els sistemes legals del dret civil i la llei escocesa mai han distingit l'assalt de l'agressió.
Els sistemes legals generalment reconeixen que les agressions poden variar molt en quan a la seva severitat. Als Estats Units, un assalt es pot acusar com un delicte menor o un delicte major. A Anglaterra, Gal·les i Austràlia, es pot acusar com a agressió comuna, agressió que ocasiona mal corporal real (ABH) o mal corporal greu (GBH). el Canadà també té un sistema de tres nivells: assalt, assalt que causa mal corporal i assalt agreujat. En general, existeixen càrrecs separats per agressió sexual, renyina i agressió a un oficial de policia. L'assalt pot superposar-se amb un intent de delicte; per exemple, un assalt pot ser acusat com a intent d'assassinat si es va fer amb la intenció de matar.

## Definicions relacionades

### Assalt
Com a part de les jurisdiccions que fan una distinció entre els dos; l'assalt generalment acompanya a l'agressió si l'agressor amenaça amb fer contacte no desitjat i després duu a terme aquesta amenaça. Els elements de l'agressió són que és un acte voluntari, fet amb el propòsit de causar un contacte nociu o ofensiu amb una altra persona o sota circumstàncies que fan que aquest contacte ocorri de manera substancialment segura i que causa aquest contacte.

### Assalt agreujat
L'assalt agreujat és, en algunes jurisdiccions, una forma més forta d'assalt, generalment usant una arma mortal. Una persona ha comès un assalt agreujat quan aquesta persona intenta:
- Causar lesions corporals greus a una altra persona amb una arma mortal.[9]
- Tenir relacions sexuals amb una persona menor d'edat.
- Causar danys corporals en operar imprudentment un vehicle motoritzat com a part de la violència al volant; sovint també mencionat com a assalt vehicular o assalt agreujat amb un vehicle de motor.

L'assalt agreujat també pot ser imputat en casos d'intent de mal contra policies o altres servidors públics.

## Defensa
Encara que l'abast i l'aplicació precisa de les defenses varia entre jurisdiccions, el següent representa una llista de les defenses que poden aplicar-se a tots els nivells d'agressió:

### Consentiment
Existeixen excepcions per a cobrir el contacte físic no sol·licitat que equival a un comportament social normal conegut com a mal de minimis. L'agressió també es pot considerar en casos que involucrin escopir o exposició no desitjada de líquids corporals a uns altres.
El consentiment pot ser una defensa total o parcial a l'assalt. En algunes jurisdiccions, sobretot a Anglaterra, no és una defensa quan el grau de lesió és greu, sempre que no existeixi una bona raó legalment reconeguda per a l'agressió. Això pot tenir conseqüències importants quan es tracta de temes com l'activitat sexual sadomasoquista consensuada, sent el cas més notable el cas de l'Operation Spanner. Les bones raons legalment reconegudes per al consentiment inclouen cirurgia, activitats dins de les regles d'un joc com a arts marcials, lluita lliure, boxa o esports de contacte, retocs a l'estètica corporal (R v Wilson[1996] Crim LR 573), o pallassades (R v Jones [1987] Crim LR 123). No obstant això, qualsevol activitat fora de les regles del joc no es reconeix legalment com una defensa del consentiment. Com a part de la llei escocesa, el consentiment no és una defensa per agressió.

### Detenció i altres actes oficials
Els agents de policia i els funcionaris judicials tenen la facultat general d'utilitzar la força amb la finalitat de realitzar una detenció o, en general, d'exercir les seves funcions oficials. Per tant, un funcionari judicial que prengui possessió de béns en virtut d'una ordre judicial pot usar la força si és raonablement necessari.

### Càstig
En algunes jurisdiccions com Singapur, el càstig corporal judicial és part del sistema legal. Els oficials que administren el càstig tenen immunitat processal per agressió.
Als Estats Units, el Regne Unit, Austràlia i el Canadà, el càstig corporal administrat als nens pels seus pares o tutors legals no es considera legalment agressió tret que es consideri excessiu o desraonat. El que constitueix "raonable" varia tant en el dret escrit com en la jurisprudència. El càstig físic desraonat pot carregar-se com a agressió o sota un estatut separat per aBús infantil .
Molts països, inclosos alguns estats dels Estats Units d'Amèrica, també permeten l'ús de càstigs corporals als nens a l'escola. En dret anglès, segons l'article 58 de la Llei de menors de 2004 limita la disponibilitat de la defensa de correcció legal a agressió comuna sota el punt 39 de la Llei de justícia penal de 1988.

### Prevenció de crims
Això pot implica, o no, l'autodefensa en el sentit que usar un grau raonable de força per a evitar que un altre cometi un delicte podria implicar la prevenció d'una agressió, però podria ser la prevenció d'un delicte que no involucri l'ús de violència personal.

### Defensa pròpia
Algunes jurisdiccions permeten l'ús de la força en «defensa de la propietat», per a evitar danys ja sigui per dret propi, o sota una o totes dues de les classes de defensa anteriors a les quals una amenaça o intent de danyar la propietat pot considerar-se un delicte (en la llei anglesa, sota l'empara de la S5 Criminal Damage Act 1971 es pot argumentar que l'acusat té una excusa legal per a danyar la propietat durant la defensa i una defensa sota la S3 Criminal Law Act 1967) subjecte a la necessitat de dissuadir als vigilants i excessiva autoajuda. A més, algunes jurisdiccions, com per exemple a l'estat d'Ohio, permeten que els residents en les seves llars usin la força per a expulsar a un intrús. El resident simplement necessita afirmar davant el tribunal que es va sentir amenaçat per la presència de l'intrús.
Aquesta defensa no és universal: a Anglaterra (per exemple) els propietaris d'habitatges han estat condemnats per assalt per atacar a lladres.

## Dades per regions
Els següents són els països amb més casos d'agressió segons les Nacions Unides l'any 2018:
| País         | Quantitat | Percentatge |
| ------------ | --------- | ----------- |
| Estats Units | 807.400   | 246,84      |
| Brasil       | 574.614   | 274,32      |
| Regne Unit   | 547.060   | 925,40      |
| Colòmbia     | 171.881   | 346,11      |
| Alemanya     | 136.727   | 164,48      |

### Austràlia
El terme «agressió», quan s'usa a la legislació, comunament es refereix tant a l'agressió comuna com a l'agressió, encara que els dos delictes continuen sent diferents. L'assalt comú implica intencionalment o imprudentment fer que una persona aprehengui la imposició imminent de força il·lícita, mentre que l'agressió es refereix a la imposició real de força.
Cada estat té legislació relacionada amb l'acte d'agressió, i els delictes contra l'acte que constitueixen agressió s'escolten en el Tribunal de Magistrats d'aquest estat o els delictes processals s'escolten en un Tribunal de Districte o Suprem d'aquest Estat. La legislació que defineix l'agressió de cada estat descriu quins són els elements que componen l'agressió, on es troba tipificada l'agressió en la legislació o codis penals, i les sancions que s'apliquen pel delicte d'agressió.
A Nova Gal·les del Sud, la Llei de Delictes de 1900 defineix una sèrie de delictes d'agressió que es consideren més greus que l'agressió comuna i que comporten penes més severes. Aquestes inclouen:

#### Assalt amb intenció específica addicional
- Actes realitzats a la persona amb la intenció d'assassinar.
- Ferides o danys corporals greus.
- Ús o possessió d'una arma per a resistir l'arrest.

#### Agressió causant certes lesions
- Danys corporals reals: el terme no està definit a la Llei de delictes, però la jurisprudència indica que els danys corporals reals poden incloure lesions com a contusions i rascades,[17] així com lesions psicològiques si la lesió infligida és més que merament transitòria (la lesió no necessàriament ha de ser permanent)[18]
- Ferida: on hi ha ruptura de la pell;[17]
- Mal corporal greu: que inclou la destrucció d'un fetus, la desfiguració permanent o greu i la transmissió d'una malaltia corporal greu.

#### Agressió amb resultat de mort
- Mort[19]
- Mort en estat d'embriaguesa (respecte al delinqüent)[19]

### Canadà
L'agressió és un delicte contemplat en l'article 265 del Codi Penal canadenc. Hi ha una àmplia gamma de tipus d'agressió que es poden arribar a donar. En general, una agressió es produeix quan una persona aplica directament o indirecta la força de manera intencionada a una altra persona sense el seu consentiment. També pot ocórrer quan una persona intenta aplicar aquesta força, o amenaça amb fer-ho, sense el consentiment de l'altra persona. No és necessari que es produeixi una lesió perquè es cometi una agressió, però la força utilitzada en l'agressió ha de ser de naturalesa ofensiva amb la intenció d'aplicar la força. Pot ser una agressió "colpejar", "pessigar", "empènyer" o dirigir una altra acció menor cap a una altra persona, però una aplicació accidental de la força no és una agressió.
El càstig potencial per una agressió al Canadà varia segons la forma en què l'acusació procedeixi en el sistema judicial i el tipus d'agressió que es cometi. El Codi Penal defineix l'agressió com un doble delicte (processal o sumari). Els agents de policia poden detenir a algú sense una ordre judicial per una agressió si és d'interès públic fer-ho, malgrat el que es disposa en l'article 495(2)(d) del Codi. Aquest interès públic sol satisfer-se impedint la continuació o repetició del delicte en la mateixa víctima.
Algunes variants del delicte ordinari d'agressió són:
- Agressió: el delicte es defineix en l'article 265 del Codi.[20]
- Agressió amb arma: article 267(a) del Codi.
- Agressió que causa danys corporals: vegeu agressió que causa lesions corporals secció 267(b) del Codi.[20]
- Agressió agreujada: secció 268 del Codi.[20]
- Agressió a un agent de la pau, etc.: secció 270 del Codi.
- Agressió sexual: secció 271 del Codi.[20]
- Agressió sexual amb arma o amenaces o causant danys corporals: secció 272 del Codi.[20]
- Agressió sexual agreujada: vegeu agressió sexual agreujada.

Una persona no pot consentir una agressió amb arma, una agressió que causi danys corporals, una agressió agreujada o qualsevol agressió sexual. El consentiment també estarà viciat si dues persones consenten a barallar però es pretén i es causa un mal corporal greu (R v Paice; R v Jobidon). Una persona no pot consentir un mal corporal greu.

### Índia
El Codi Penal de l'Índia recull les penes i els tipus d'agressió en el capítol 16.

### Nigèria
La Llei del Codi Penal (capítol 29 de la Part V; seccions 351 a 365) crea una sèrie de delictes d'agressió. L'agressió es defineix a la secció 252 d'aquesta llei. L'agressió és un delicte menor castigat amb un any de presó; l'agressió amb "intenció de tenir coneixement carnal d'ell o ella" o qui agredeixi indecentment a un altre, o que comet altres variants més greus d'agressió (tal com es defineix a la Llei) són culpables d'un delicte i es preveuen penes de presó més llargues.

### Irlanda
L'article 2 de la Llei de delictes no mortals contra la persona de 1997 crea el delicte d'agressió, i l'article 3 d'aquesta llei crea el delicte d'agressió que causa mal.

### Sud-àfrica
La llei sud-africana no estableix la distinció entre assalt i agressió. L'agressió és un delicte de dret consuetudinari definit com "aplicar força il·legal i intencionalment a una altra persona, o inspirar la creença en aquest altre que la força se li aplicarà de forma immediatament". La llei també reconeix el delicte d'agressió amb la intenció de causar lesions corporals greus, on les lesions corporals greus es defineixen com a "danys que en si mateixos són tals que interfereixen greument en la salut". El delicte de dret consuetudinari d'agressió al pudor va ser derogat per la Llei d'esmena del dret penal (delictes sexuals i assumptes relacionats) de 2007, i reemplaçat per un delicte legal d'agressió sexual